# Малый Утриш
Ма́лый Утри́ш — посёлок в Краснодарском крае на берегу Чёрного моря. Расположен на территории муниципального образования город-курорт Анапа. Входит в состав Супсехского сельского округа. Посёлок целиком расположен на территории заказника «Большой Утриш».
В поселке расположена Биостанция Института эволюционной морфологии и экологии животных (ИЭМЭЖ), построенная в 1978 году.
С 1970-х годов в посёлке располагался филиал рыбколхоза "Дружба", включавший в себя причал, цеха по переработке рыбопродукции, административное здание и столовую, автобазу и КПП. В 1990-х годах, став ООО "Дружба",производственная деятельность сократилась, а в начале 2000-х хозяйство прекратило своё существование. Производственное оборудование демонтировано, часть корпусов подверглась разграблению сборщиками чёрных металлов, часть переоборудовали в базу отдыха и гостиницу. Металлокаркас причала долгое время не обслуживался, поэтому он не мог принять суда и разрушался в ходе зимних штормов. В 2010-2011 году металлоконструкции разрушились у берега, и в настоящее время проход на него невозможен.
На мысе работает автоматический маяк.

## Население
| 2002 | 2010 |
| ---- | ---- |
| 36   | ↗51  |

## Малый Утриш в кинематографе
В 2008 году некоторые сцены боевика "День Д" были сняты на мысе Малый Утриш. В одной сцене главный герой, которого играл Михаил Пореченков, с помощью пулемёта на мотоцикле уничтожает боевиков и постройки рыбоперерабатывающих цехов, которые играли роль базы последних. В другой сцене, являющейся финальной, показывается берег мыса возле причала.

## Интересные факты
Лагуна Малого Утриша иногда используется в ходе военных учений ЮВО "Кавказ". На берегу отрабатывается загрузка и выгрузка боевых машин (БМД) в десантный корабль БДК-64 "Цезарь Куников" и другие, а также временное размещение военнослужащих в палаточном лагере.